# مامان غاز به هالیوود می‌رود
مامان غاز به هالیوود می‌رود (به انگلیسی: Mother Goose Goes Hollywood) یک فیلم کوتاه انیمیشن از مجموعه سمفونی احمقانه محصول سال ۱۹۳۸ و توسط والت دیزنی تولید شده است و به وسیله آر.ک.ئو توزیع شده است. در این فیلم از کاریکاتور ستاره های مشهور هالیوود فیلم های دهه ۱٩٣۰ استفاده شده است. این فیلم توسط ویلفرد جکسون کارگردانی شد.